# Martin Luther (1923)
Martin Luther é um filme mudo alemão de 1923, do gênero drama biográfico-histórico, dirigido por Karl Wüstenhagen, baseado na vida do reformador cristão do século 16 Martinho Lutero, com locações em locais históricos em Erfurt e o Wartburg.
O filme ainda existe, mas apenas através de cópias destinadas a distribuição fora da Alemanha.

## Elenco parcial
- Karl Wüstenhagen como Martinho Lutero
- Dary Holm
- Anton Walbrook
- Wilhelm Diegelmann
- Elise Aulinger
- Eugen Gura
- Viktor Gehring
- Rudolf Hoch
- Charlotte Krüger